# 安兴孝
安兴孝（1638年—1720年），字叔先，號蒼崖，江蘇無錫人，明末东林党人安希范之孙。清朝早期诗人，著有詩集《蒼崖詩稿》。与另一位清朝早期诗人安璿为同父异母兄弟。

## 诗作
《白鸽峰访鹤逸上人》
跻攀鸟道石嶙峋，守户曾闻白鹿驯。
泉落洞门空涧冷，风来谷口小庵春。
窗含湖水孤帆影，炉拥茶烟野画频。
遁迹远公仍送客，虎溪何日再逡巡。

《雪夜山居感怀》
逋仙去后孤山寂，翩翩随风到草堂。
雪色渐消云黯淡，冷香犹在月苍茫。
陇头惜别愁千种，纸帐空留影半床。
梦觉罗浮人是否，芳魂已点寿阳妆。